# Aziatisch kampioenschap voetbal onder 22 - 2014
Het Aziatisch kampioenschap voetbal onder 22 van 2014 was de eerste editie van de AFC Asian Cup onder 22 dat werd georganiseerd door de Asian Football Confederation. Het gastland zal in een later stadium worden gekozen. Het toernooi zou eerst plaatsvinden van 23 juni 2013 tot en met 7 juli 2013, maar later werd bekend dat het toernooi van 11 januari 2014 tot en met 26 januari 2014 zou worden gehouden in Oman. Spelers die zijn geboren voor of na 1 januari 1991 waren speelgerechtigd.

## Kwalificatie
De loting voor de kwalificatie vond plaats op 14 februari 2012 in Kuala Lumpur, Maleisië. 41 landen namen deel aan de kwalificaties. Alle kwalificatiewedstrijden werden geprogrammeerd voor 23 juni tot 3 juli 2012 maar werd later gewijzigd op verzoek van Nepal naar 2 juni tot 10 juni 2012.

### Gekwalificeerde landen
| Land                         | Reden van kwalificatie       | Datum van Kwalificatie | aantal deelnames | Beste resultaat in het toernooi |
| ---------------------------- | ---------------------------- | ---------------------- | ---------------- | ------------------------------- |
| Jordanië                     | Winnaar kwalificatiegroep D  | 27 juni 2012           | 1e               | Brons                           |
| Saoedi-Arabië                | Winnaar kwalificatiegroep B  | 27 juni 2012           | 1e               | Zilver                          |
| Syrië                        | Nummer 2 kwalificatiegroep B | 27 juni 2012           | 1e               | Kwartfinale                     |
| Oezbekistan                  | Nummer 2 kwalificatiegroep D | 27 juni 2012           | 1e               | Groepsfase                      |
| China                        | Nummer 2 kwalificatiegroep F | 30 juni 2012           | 1e               | Groepsfase                      |
| Zuid-Korea                   | Winnaar kwalificatiegroep G  | 30 juni 2012           | 1e               | 4e plaats                       |
| Noord-Korea                  | Winnaar kwalificatiegroep F  | 30 juni 2012           | 1e               | Groepsfase                      |
| Iran                         | Winnaar kwalificatiegroep C  | 1 juli 2012            | 1e               | Groepsfase                      |
| Koeweit                      | nummer 2 kwalificatiegroep C | 1 juli 2012            | 1e               | Groepsfase                      |
| Irak                         | Winnaar kwalificatiegroep A  | 3 juli 2012            | 1e               | Goud                            |
| Myanmar                      | Nummer 2 kwalificatiegroep G | 3 juli 2012            | 1e               | Groepsfase                      |
| Verenigde Arabische Emiraten | Nummer 2 kwalificatiegroep A | 3 juli 2012            | 1e               | Kwartfinale                     |
| Japan                        | Winnaar kwalificatiegroep E  | 12 juli 2012           | 1e               | Kwartfinale                     |
| Australië                    | Nummer 2 kwalificatiegroep E | 15 juli 2012           | 1e               | Kwartfinale                     |
| Jemen                        | Beste nummer 3               | 19 juli 2012           | 1e               | Groepsfase                      |
| Oman                         | Gastland                     | 19 juli 2012           | 1e               | Groepsfase                      |

## Eindronde
| Land       | Wed | Win | Gel | Ver | DV | DT | +/- | Pnt |
| ---------- | --- | --- | --- | --- | -- | -- | --- | --- |
| Jordanië   | 3   | 2   | 1   | 0   | 8  | 2  | +6  | 7   |
| Zuid-Korea | 3   | 2   | 1   | 0   | 6  | 1  | +5  | 7   |
| Oman       | 3   | 1   | 0   | 2   | 4  | 3  | +1  | 3   |
| Myanmar    | 3   | 0   | 0   | 3   | 1  | 13 | –12 | 0   |

| Land        | Wed | Win | Gel | Ver | DV | DT | +/- | Pnt |
| ----------- | --- | --- | --- | --- | -- | -- | --- | --- |
| Syrië       | 3   | 2   | 1   | 0   | 3  | 1  | +2  | 7   |
| V.A.E.      | 3   | 1   | 2   | 0   | 2  | 1  | +1  | 5   |
| Noord-Korea | 3   | 1   | 1   | 1   | 3  | 2  | +1  | 4   |
| Jemen       | 3   | 0   | 0   | 3   | 1  | 5  | –4  | 0   |

| Land      | Wed | Win | Gel | Ver | DV | DT | +/- | Pnt |
| --------- | --- | --- | --- | --- | -- | -- | --- | --- |
| Australië | 3   | 2   | 0   | 1   | 2  | 4  | –2  | 6   |
| Japan     | 3   | 1   | 2   | 0   | 7  | 3  | +4  | 5   |
| Iran      | 3   | 1   | 1   | 1   | 6  | 5  | +1  | 4   |
| Koeweit   | 3   | 0   | 1   | 2   | 1  | 4  | –3  | 1   |

| Land          | Wed | Win | Gel | Ver | DV | DT | +/- | Pnt |
| ------------- | --- | --- | --- | --- | -- | -- | --- | --- |
| Irak          | 3   | 3   | 0   | 0   | 6  | 2  | +4  | 9   |
| Saoedi-Arabië | 3   | 2   | 0   | 1   | 4  | 4  | 0   | 6   |
| Oezbekistan   | 3   | 1   | 0   | 2   | 3  | 4  | –1  | 3   |
| China         | 3   | 0   | 0   | 3   | 2  | 5  | –3  | 0   |

## Knock-outfase

### Kwartfinales
|                       |                 |     |                                   |                                          |
| 19 januari 2014 17:00 | Syrië           | 1–2 | Zuid-Korea                        | Al-Seebstadion, Masqat Toeschouwers: 300 |
| 19 januari 2014 17:00 | Mardikian 90+5' |     | Baek Sung-Dong 3' Hwang Ui-Jo 11' | Al-Seebstadion, Masqat Toeschouwers: 300 |

|                       |             |     |                              |                                                        |
| 19 januari 2014 20:00 | Jordanië    | 1–0 | Verenigde Arabische Emiraten | Sultan Qaboos Sports Complex, Masqat Toeschouwers: 800 |
| 19 januari 2014 20:00 | Daldoum 84' |     |                              | Sultan Qaboos Sports Complex, Masqat Toeschouwers: 800 |

|                       |                     |     |                        |                                                     |
| 20 januari 2014 17:00 | Australië           | 1–2 | Saoedi-Arabië          | Royal Oman Police Stadium, Masqat Toeschouwers: 200 |
| 20 januari 2014 17:00 | Skapetis 77' (pen.) |     | Asiri 58' Al Ammar 62' | Royal Oman Police Stadium, Masqat Toeschouwers: 200 |

|                       |           |     |       |                                           |
| 20 januari 2014 20:00 | Irak      | 1–0 | Japan | Al-Seebstadion, Masqat Toeschouwers: 2250 |
| 20 januari 2014 20:00 | Kalaf 84' |     |       | Al-Seebstadion, Masqat Toeschouwers: 2250 |

### Halve finales
|                       |            |            |      |                                                                                              |
| 23 januari 2014 17:00 | Zuid-Korea | 0–1        | Irak | Al-Seebstadion, Masqat Toeschouwers: 2600 Scheidsrechter: Muhammad Taqi Aljaafari Bin Jahari |
| 23 januari 2014 17:00 |            | Nadhim 74' |      | Al-Seebstadion, Masqat Toeschouwers: 2600 Scheidsrechter: Muhammad Taqi Aljaafari Bin Jahari |

|                       |                |     |                                              |                                                                                              |
| 23 januari 2014 20:00 | Jordanië       | 1–3 | Saoedi-Arabië                                | Sultan Qaboos Sports Complex, Masqat Toeschouwers: 1500 Scheidsrechter: Fahad Jaber Al-Marri |
| 23 januari 2014 20:00 | Al-Dardour 34' |     | Al Ammar 29' Majrashi 65' Asiri 90+2' (pen.) | Sultan Qaboos Sports Complex, Masqat Toeschouwers: 1500 Scheidsrechter: Fahad Jaber Al-Marri |

### Troostfinale
|                       |                                   |     |                                                                      |                                                                                          |
| 25 januari 2014 19:30 | Jordanië                          | 0–0 | Zuid-Korea                                                           | Al-Seebstadion, Masqat Toeschouwers: 337 Scheidsrechter: Yaqoob Said Abdullah Abdul Baqi |
| 25 januari 2014 19:30 |                                   |     |                                                                      | Al-Seebstadion, Masqat Toeschouwers: 337 Scheidsrechter: Yaqoob Said Abdullah Abdul Baqi |
| 25 januari 2014 19:30 | Strafschoppen                     |     |                                                                      | Al-Seebstadion, Masqat Toeschouwers: 337 Scheidsrechter: Yaqoob Said Abdullah Abdul Baqi |
| 25 januari 2014 19:30 | Al-Dardour Zahran Al Hamdan Amara | 3–2 | Baek Sung-Dong Moon Chang-Jin Nam Seung-Woo Lim Chang-Woo Yun Il-Lok | Al-Seebstadion, Masqat Toeschouwers: 337 Scheidsrechter: Yaqoob Said Abdullah Abdul Baqi |

### Finale
|                       |               |           |      |                        |
| 26 januari 2014 19:30 | Saoedi-Arabië | 0–1       | Irak | Al-Seebstadion, Masqat |
| 26 januari 2014 19:30 |               | Karra 33' |      | Al-Seebstadion, Masqat |